# Быково (Ленинградская область)
Быково (до 1948 года Кивипелто, фин. Kivipelto) — посёлок в Мельниковском сельском поселении Приозерского района Ленинградской области.

## Название
В переводе с финского Кивипелто означает «Каменное Поле».
Решением исполкома Кексгольмского райсовета зимой 1948 года деревня Кивипелто была переименована в Быково без какого-либо обоснования. Переименование было закреплено указом Президиума ВС РСФСР от 13 января 1949 года.

## История
- Деревня Кивипелто на финской карте 1923 года

До 1939 года деревня Кивипелто входила в состав волости Ряйсяля Выборгской губернии Финляндской республики. 
С 1 января 1940 года — в составе Карело-Финской ССР.
С 1 августа 1941 года по 31 июля 1944 года финская оккупация.
С 1 ноября 1944 года, деревня Кивипелто в составе Ряйсяльского сельсовета Кексгольмского района Ленинградской области.
С 1 октября 1948 года в составе Мельниковского сельсовета Приозерского района. 
С 1 января 1949 года она учитывается как посёлок Быково.
С 1 февраля 1963 года — в составе Выборгского района.
С 1 января 1965 года — вновь в составе Приозерского района. В 1965 году население посёлка составляло 173 человека. 
По данным 1966, 1973 и 1990 годов посёлок Быково входил в состав Мельниковского сельсовета.
В 1997 году в посёлке Быково Мельниковской волости проживали 74 человека, в 2002 году — 44 человека (русские — 82 %).
В 2007 году в посёлке Быково Мельниковского СП проживали 50 человек, в 2010 году — 21 человек.

## География
Посёлок расположен в северо-западной части района на автодороге 41К-185 (Комсомольское — Приозерск).
Расстояние до административного центра поселения — 6 км.
Расстояние до ближайшей железнодорожной станции Мюллюпельто — 14 км.
Посёлок находится на обоих берегах реки Беличья.

## Демография
| 2007 | 2010 | 2017 |
| ---- | ---- | ---- |
| 50   | ↘21  | ↗32  |

## Улицы
Ольховая, Центральная, Шоссейная.